# Anisozyga albimacula
Anisozyga albimacula là một loài bướm đêm trong họ Geometridae.